# Arctosyrphus
Arctosyrphus is een vliegengeslacht uit de familie van de zweefvliegen (Syrphidae).

## Soorten
- A. willingii (Smith, 1912)